# クサウラベニタケ
クサウラベニタケ（臭裏紅茸）は、ハラタケ目イッポンシメジ科イッポンシメジ属イッポンシメジ亜属に属する小型から中型になるキノコの一種。傘が帯灰色で成熟するとヒダがピンク色になるのが特徴であるが、食菌のホンシメジやウラベニホテイシメジなどと誤食しやすい毒キノコでもある。
クサウラベニタケと称されている種については、異なる複数の種が混在しているとの指摘があった。従来の学名は Entoloma rhodopolium (Fr.) P. Kummer f. rhodopolium であったが、2019年の研究では否定されており、従来未記載だった3種の総称であることが判明した（⇒#分類）。
広義のクサウラベニタケはさまざまな形態のものがあり、地方によって区別して呼ばれているものがある。地方名としては、アシボゾシメジ（埼玉県）、イッポンシメジ、ウススミ、サクラッコ（秋田県）、ドクシメジ、ニタリ（大分県）、ミズカンコウ、メイジンナカセなどとよばれている。茨城県など一部地域では地方名でクサウラベニタケを「ツキヨタケ」と呼んでいる。

## 生態
北半球一帯に分布する。外生菌根菌（共生性）、腐生性とも。夏から晩秋にかけて（主に秋）、コナラやクヌギなどの広葉樹（ブナ属・コナラ属・カンバ属・シデ属）や、広葉樹と針葉樹（マツ属・モミ属・トウヒ属など）との混淆林や雑木林内の地上に点々と孤生したり群生する。ときおり束生するものもある。

## 形態

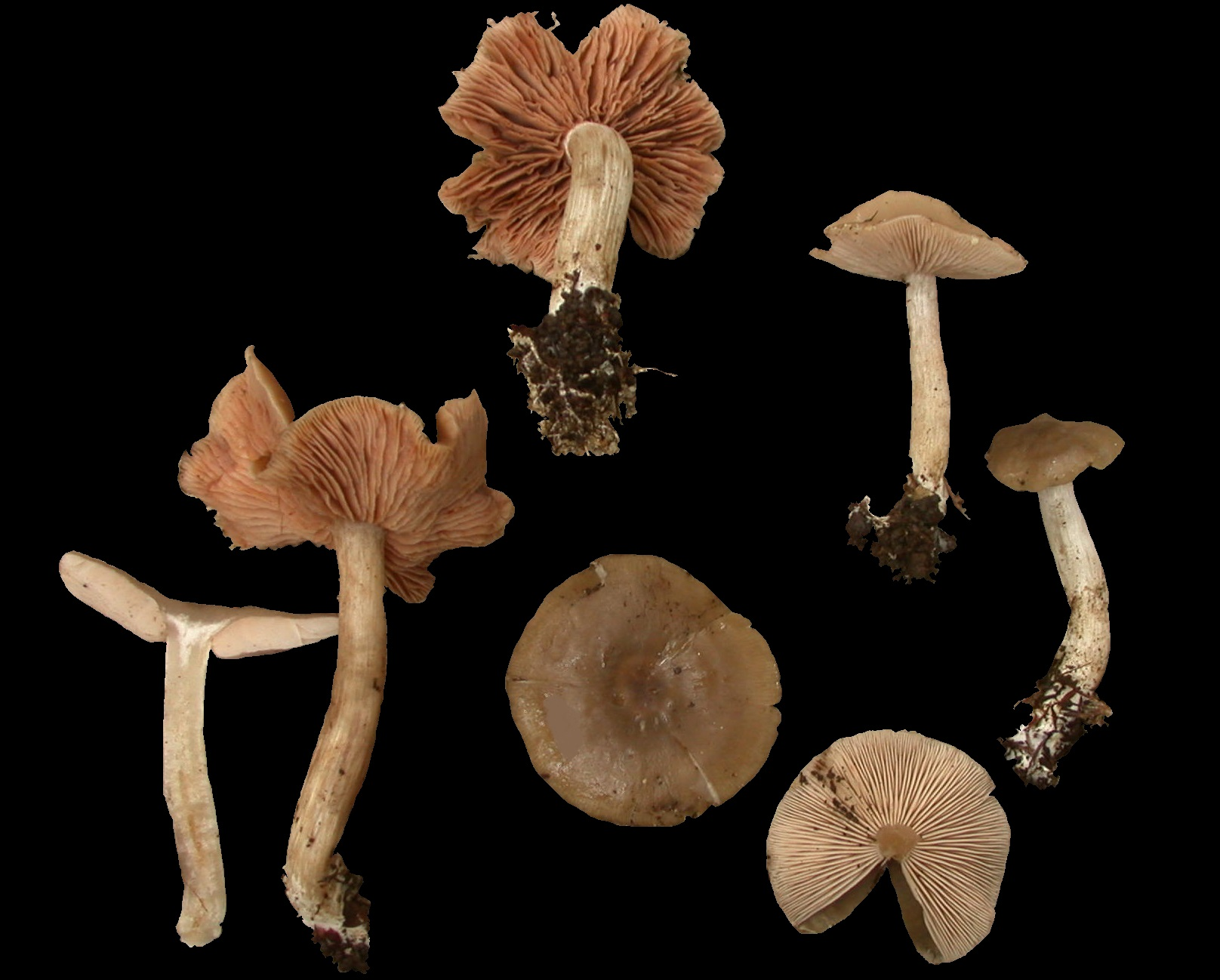
ひだは初めは白っぽいが、じゅうぶん成熟すれば帯褐桃色となる

傘は径3–8センチメートル (cm) で、はじめは鐘形から丸山形だが、のちに中高でやや扁平に開く。吸水性があり、湿時には灰色から帯褐灰色で粘性を示すが、乾くと部分的に灰白色に色褪せ、絹糸状の光沢を示す。ときに類黄色の個体もある。傘の縁が波打つものが多い。ひだはやや密で、柄に上生か湾生し、若いときは類白色だが、胞子が成熟して老成するにつれ淡紅色（肉色、ピンク色）になる。ヒダの縁は鋸歯状となる。肉は白色で表皮下はやや暗色、苦みがなく無味、変色性を欠き、名前通りの小麦粉のような匂いに混じって、青臭さと不快臭がある。
柄は長さ5–10 cm、上下同大か下方がやや太くなる。白色から汚白色で平滑、多くは中空で脆いが、ときにやや充実または不明瞭な髄を有する。
胞子紋は帯褐桃色を呈し、担子器は4個の担子胞子を着ける。担子胞子はいずれの方向から見ても不規則な多角形をなし、しばしば油滴を含み、薄壁である。

## 分類
クサウラベニタケについては、傘の色が異なるものや柄が中実になるものがあるなど、未知の種を含めて異なる複数の種が混在しているとの指摘があった。
国立医薬品食品衛生研究所生化学部の近藤一成らがPCR-RFLP法による 日本産の「クサウラベニタケ」の分子系統解析を実施したところ、「クサウラベニタケ」は3つのクレードに分類されたが、ヨーロッパ産の E. rhodopolium とは一致しなかった。これら3種はコガタクサウラベニタケ（E. lacus）、クサウラベニタケモドキ（E. subrhodopolium）、ニセクサウラベニタケ（E. pseudorhodopolium）と命名された。これらはウラベニホテイシメジ（E. sarcopum）とははっきりと判別可能であり、クサウラベニタケモドキとニセクサウラベニタケが毒性を持つことが判明した。また、北海道に自生する類似種はこれら3種とは一致せず、E. eminens 及び未記載種であることが判明した。

## 毒性
以下の記述については、従来の「クサウラベニタケ」として取り扱う。
日本ではカキシメジやツキヨタケと並んで「毒きのこ御三家」といわれ、最も中毒例の多い毒キノコのひとつである。シメジのような食欲をそそられる地味な見た目で、食用キノコ種のウラベニホテイシメジやホンシメジ、ハルシメジなどとよく似ており、中毒例が後を絶たない。
毒成分は、溶血性タンパク、コリン・ムスカリン・ムスカリジン など。
誤食したときの中毒症状は、腹痛、嘔吐、下痢などの激しい胃腸系の食中毒を起こす。また、ムスカリン類を含むため、神経系の中毒症状も現れる。重症化すると稀に死亡することもある。

### 誤食事例
自己採集したきのこによる食中毒の他に、路上販売や卸売り市場を経由した流通販売によるきのこでも中毒例が報告されている。
東北地方では、カキシメジ、ツキヨタケに次いで3番目に誤食事故が多く、茨城県では最も誤食事故が多いキノコだといわれている。
| 年     | 発生件数 | 摂食者総数 | 患者数 |
| 2000年 | 9件      | 46人       | 41人   |
| 2001年 | 3件      | 11人       | 11人   |
| 2002年 | 13件     | 43人       | 42人   |
| 2003年 | 6件      | 76人       | 53人   |
| 2004年 | 18件     | 51人       | 50人   |
| 2005年 | 6件      | 21人       | 17人   |
| 2006年 | 6件      | 15人       | 15人   |
| 2007年 | 11件     | 41人       | 36人   |
| 2008年 | 6件      | 25人       | 22人   |
| 2009年 | 2件      | 13人       | 11人   |

## 類似するキノコ
特に食用のウラベニホテイシメジ（Entoloma sarcopum）とは区別が困難なほど極めてよく似ており、東北地方ではメイジンナカセ（名人泣かせ）ともよばれている。両種ともヒダはピンク色を帯びるためヒダの色だけでは見分けがつかず、クサウラベニタケは肉に苦みがなく、傘の表面にウラベニホテイシメジのようなかすり模様や斑紋がないという違いがあるが、慣れるまで経験が必要といわれている。クサウラベニタケとウラベニホテイシメジとを正確に鑑別するには、グアヤクチンキ（グアヤク樹脂のエチルアルコール溶液）及び硫酸バニリンとの反応を見るのがよい。クサウラベニタケは前者と反応して緑色に変色し、後者とは反応しない（ウラベニホテイシメジは前者とは反応せず、後者に反応して赤紫色に変色する）。
また、食用キノコのハタケシメジ（Lyophyllum decastes）やホンシメジ（Lyophyllum shimeji）とも間違われ、ハタケシメジやホンシメジのヒダは灰白色から白色であるが、クサウラベニタケはピンク色を帯びているので区別できる。ただし、幼菌のときのクサウラベニタケのヒダも白色であるため注意が必要である。